# تیخون خرینیکوف
تیخون نیکلایویچ خرینیکوف (روسی: Тихон Николаевич Хренников؛ ‏ ۱۰ ژوئن [سبک قدیمی: ۲۸ مه] ۱۹۱۳ – ۱۴ اوت ۲۰۰۷) موسیقی‌دان، آهنگساز، طراح رقص، نوازنده پیانو، مدرس موسیقی و سیاستمدار اهل امپراتوری روسیه بود. وی در دههٔ ۱۹۳۰ میلادی، آهنگساز رسمی اتحاد جماهیر شوروی سوسیالیستی محسوب می‌شد و نفوذ و قدرت خود را تا پایان فروپاشی شوروی حفظ کرد. آندری ژدانف رهبر دکترین ژدانف وی را به‌عنوان دبیر اتحادیه آهنگسازان شوروی انتخاب نمود. او در سال ۱۹۴۷ به حزب کمونیست پیوست و قائم‌مقام شورای عالی آن شد. تیخون خرینیکوف پس از دههٔ ۱۹۵۰، یکی از اعضای ثابت کمیته مرکزی حزب کمونیست اتحاد شوروی و از سال ۱۹۶۲، یک از نمایندگان شورای عالی اتحاد شوروی بود. او به‌مدت ۲۵ سال رهبر موسیقی «سالن مرکزی نمایش و تئاتر ارتش سرخ» بود. وی در سال‌های پایانی عمر، از منتقدان سرسخت پرسترویکا و رهبران آن بود که سبب فروپاشی شوروی شدند و در مصاحبه‌ای گفت: «این خیانت رهبران ما بود. من گورباچف و حامیانش را که سبب مشقت و صدمه‌دیدنِ هنر شوروی شدند، خائن به حزب و مردم می‌دانم…»
وی دانش‌آموختهٔ رشتهٔ آهنگسازی در دانشکده دولتی موسیقی گنیسین (۱۹۳۲–۱۹۲۹) و از شاگردان میخائیل گنیسین و ییفریم گیلمان بود. وی سپس در سل‌های ۱۹۳۲ تا ۱۹۳۶ برای ادامه تحصیل به کنسرواتوار دولتی چایکوفسکی مسکو رفت و در آنجا آهنگسازی را نزد ویساریون شیبالین و نوازندگی پیانو را نزد هاینریش نویهاوس فرا گرفت. نخستین سنفونی او را لئوپولد استوکوفسکی رهبری کرد. وی همچنین در سال ۱۹۳۶ برای اپرایی که بر پایهٔ هیاهوی بسیار برای هیچ ساخته و توسط یوگنی واختانگوف در مسکو کارگردانی شد، آهنگسازی نمود.
از فیلم‌هایی که وی در آن‌ها نقش داشته‌است، می‌توان به رفیق آرسنی اشاره نمود.
وی همچنین برندهٔ جوایزی همچون نشان پرچم سرخ کار، هنرمند مردمی جمهوری شوروی فدراتیو سوسیالیستی روسیه، نشان لنین، جایزه لنین، جایزه دولتی اتحاد شوروی، قهرمان کار سوسیالیست، جایزه هنرمند مردمی اتحاد جماهیر شوروی، و مدال دفاع از مسکو شده‌است.